# Église de la Panagía Protothronos
Ne doit pas être confondu avec Église de la Panagía Drosiani.
Pour les articles homonymes, voir Église de la Panagía.
L’église de la Vierge Protothronos (Panagía Protothronos, en grec moderne : ναός της Παναγίας Πρωτοθρόνου ou simplement Παναγία Πρωτόθρονος) est située à Chalkí, village de la Tragéa, le plateau central dans l'intérieur de l'île de Naxos. Elle est dédiée à l'Annonciation faite à Marie.

## Histoire
À l'origine (VIIe siècle), la basilique paléochrétienne avait trois nefs, probablement soutenues par des colonnes. Dans l'abside, le synthronon et le trône de l'évêque (conservés) montrent qu'elle était aussi cathédrale. Entre les IXe et XIe siècles (probablement dans la première moitié du IXe siècle), la structure fut transformée en église à croix grecque inscrite. Ensuite, probablement au XIe siècle, un narthex, également couvert d'une coupole, lui fut adjoint,. Le bâtiment fut aussi flanqué, au nord (sur le flanc gauche de l'église), d'une chapelle dédiée à Saint Akindynos et, au sud, d'une salle rectangulaire avec voûte.
Selon une inscription sur l'architrave (probablement de templon) qui se trouve au-dessus de la porte d'entrée, l'église fut rénovée en 1052. Cette inscription mentionne aussi les noms de l'évêque Léon, de Nicétas, protospathaire et tourmarque de Naxos, et du comte (officier supérieur) Stéphan Kamicharès. D'autres inscriptions mentionnent des travaux et transformations aux XVIe et XVIIe siècles.

## Fresques
L'intérieur de l'église comporte cinq couches successives de peintures murales : la plus ancienne, paléochrétienne, remonte à la basilique d'origine ; lui succèdent au IXe siècle des fresques aniconiques et trois autres séries aux Xe, XIe et XIIIe siècles. Quelques-unes de ces couches ont été détachées puis reposées après le retrait de couches plus anciennes, de sorte que les fresques de plusieurs périodes puissent être vues.
Les premières fresques datent du VIIe siècle et représentent les apôtres dans la partie basse de l'abside dans le sanctuaire ; tandis que Saint Isidore décore, comme une icône, un côté de la fenêtre. Elles sont contemporaines des premières fresques de la Panaghia Drossiani (entre Chalki et Moni).
La seconde couche peinte au dessus des apôtres dans l'abside est aniconique et représente des croix dans des niches. Elle date de la période iconoclaste du IXe siècle et se trouve à présent dans une salle d'exposition attenante à l'église.
Situées dans la coupole centrale, des couches de peintures murales superposées ont été dégagées. Elles datent de 1052-1056, même période que l'inscription sur l'architrave (les noms de nobles byzantins) et la suivante au dessus de la niche d'une tombe : Ici repose Anne, la Servante de Dieu, Mars 1056 (mur de gauche dans la chapelle dédiée à Saint Akindynos). Les fresques de la partie Est de cette coupole centrale représentent les saints Démétrios, Nicolas, Georges et Théodore entourés de deux archanges. Il est possible que des peintures murales à droite de la coupole centrale (branche sud de la croix) datent d'une période légèrement plus ancienne.
La représentation de l'Annonciation sur la paroi sud du sanctuaire date du XIIe siècle. À la fin du XIIIe siècle furent repeints dans l'abside des hiérarques officiant (seul l'un d'entre eux est bien visible) et une représentation de la Déisis. Cette dernière illustre l'art de la Renaissance paléologue.